# 刘振元
刘振元（1934年—），男，江西芦溪人，中华人民共和国政治人物，曾任上海冶金研究所副所长，上海市人民政府副市长。